# Isodendrion hosakae
Isodendrion hosakae är en violväxtart som beskrevs av St. John. Isodendrion hosakae ingår i släktet Isodendrion och familjen violväxter. Inga underarter finns listade i Catalogue of Life.